# Stanisław Dulias
Stanisław Dulias (12 de abril de 1939 em Zbaraż - 17 de novembro de 2020 em Mysłowice) foi um político polaco.

## Biografia
Ele serviu como membro do Sejm de 2001 a 2005 para Direito e Justiça. Dulias morreu no dia 17 de novembro de 2020 de COVID-19, com 81 anos de idade.